# Cappella Maggiore
Cappella Maggiore – miejscowość i gmina we Włoszech, w regionie Wenecja Euganejska, w prowincji Treviso.
Według danych na rok 2004 gminę zamieszkiwało 4412 osób, 401,1 os./km².